# Videojoc de trencaclosques

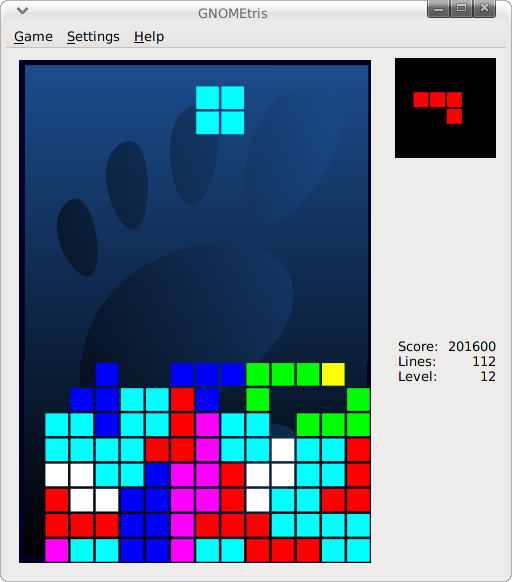
Imatge de GNOMEtris

El videojoc de trencaclosques és un gènere de videojoc on s'usa la lògica i la rapidesa de reflexos per resoldre trencaclosques o puzzles.

## Tipus

### Arranjament o eliminació de peces
L'objectiu d'aquests jocs és sobreviure el màxim temps possible fins que les peces arriben a l'extrem o omplen la pantalla. Per això s'han de col·locar les peces d'una determinada manera (Tetris, Dr. Mario, Columns) o bé eliminar-les (Frozen Bubble, Zuma). No s'ha de confondre amb els jocs d'acció on les peces o bombollen ataquen el protagonista, com el Pang, que no són jocs de puzzle.

### Relació
Les peces s'eliminen d'un tauler segons un patró, que sol ser buscar un nombre de peces del mateix color o figura o bé s'han de col·locar segons unes restriccions per omplir la pantalla el màxim temps possible (Alchemy, Loopz, Pipe Mania). Aquests jocs poden tenir com a objectiu addicional alliberar peces o descobrir dibuixos i són freqüents com a nivells suplementaris en jocs més amplis.
Dins d'aquest grup es troben també els jocs tipus Pescamines, on s'ha de revelar el patró de les peces segons pistes lògiques (en aquest cas s'indiquen amb números el nombre de mines que toquen a una casella determinada).

### Acció
S'ha de manipular una sèrie de personatges perquè facin accions i completin els nivells. Els personatges actuen com a peces, sense que interaccionin amb l'entorn sense ordres del jugador. La saga més famosa és la dels Lemmings, que ha propiciat diversos títols dins d'aquest subgènere.
També s'engloben aquí els jocs on el protagonista ha d'avançar per un laberint, movent obstacles o alterant-los, com passa a Q*Bert o Sokoban.

### Cerca d'objectes
Els jocs de cerca d'objectes (hidden object games) són un dels gèneres de puzzle més populars dins el gènere de videojoc casual. Es tracta d'usar l'atenció visual per detectar una sèrie d'objectes dins un marc ple de dibuixos o altres objectes, sovint amb un temps limitat i dins d'una història que fa de marc, com passa a la saga Mystery Case Files. Són la versió electrònica de llibres-joc com els d'On és Wally?

### Puzles
Els jocs de puzles o enigmes són aquells que requereixen una reflexió o raonament deductiu per trobar la solució a un problema plantejat. A vegades s'integren dins d'una història i un món explorable, convertint el joc en aventura gràfica, com és el cas de la sèrie Professor Layton.